# 難忘的一天
 《難忘的一天》由Kanat Aitbayev與哈依夏·塔巴热克填詞，迪瑪希作曲/演唱，於2017年3月25日《歌手2017》第十期節目中，以新創作品第一次發佈。 

## 介紹
這首歌是迪瑪希在《歌手2017》中最後一場常規賽的競演歌曲。此歌在其19歲時所寫下。迪瑪希說自己參加了這10期節目，可以認識到不同歌手，且向前輩學習，亦讓他累積到不少的經驗、上了難忘的一課，故想憑藉此歌來回饋觀眾。於節目採訪時，回憶起從兒時直至現在都想當歌手，從沒想過其他職業，所以現在過著的每一天都很難忘 。 

## 製作名單
以下內容整合自官方影片：
- 演唱：迪瑪希
- 填詞：Kanat Aitbayev（哈薩克語）、哈依夏·塔巴熱克（国语）
- 作曲：迪馬斯
- 編曲：Erlan Bekchurin
- 製作人：孔瀟一
- 音樂總監：梁翹柏
- 混音：林夢洋
- Program：Erlan Bekchurin
- 鍵盤：達日丹、楊陽、白宇軒
- 結他：黃仲賢
- 打擊樂：劉效松
- 鼓：郝稷倫
- 低音結他：韓陽
- 和聲：愛之音合音組
- 弦樂：靳海音弦樂團
- 小號：Stewart、Toby
- 薩克斯：Charlie
- 長笛：Charlie
- 長號：謝燕輝

## 演出
以下羅列了迪瑪斯本人於重要場合的演出時間和地點/節目：
| 日期          | 演出                                           | 參考 |
| ------------- | ---------------------------------------------- | ---- |
| 2017年3月25日 | 湖南衛視《歌手2017》第十期（首唱）             |      |
| 2017年7月19日 | 2017亞洲金曲大賞                               |      |
| 2018年8月17日 | 星城熱戀·七夕愛情歌會2018                      |      |
| 2019年7月22日 | 第五屆成龍國際動作電影周開幕式（同林志炫合唱） |      |